# Gedeeld door ons
Gedeeld door ons is het eerste studioalbum van het Nederlandse duo Suzan & Freek. Het album verscheen op 27 september 2019 als hun debuutalbum op het platenlabel  Sony Music.

## Nummers
1. Mag ik daar even stil bij staan (3:27)
2. Blauwe dag (3:02)
3. Gedeeld door ons (2:45)
4. Hoofd in de wolken (2:59)
5. Nog Even Dit (2:53)
6. Als het avond is (3:25)
7. Deze is voor mij (3:25)
8. Spiegelbeeld (2:48)
9. Neem me mee (2:37)
10. Lied voor niemand anders (2:28)